# Sichuan Ribao
Sichuan Daily (chinesisch 四川日报, Pinyin Sìchuān Rìbào) ist eine führende chinesischsprachige Tageszeitung aus Chengdu, Sichuan, mit einer Auflage von 8.000.000 (2002).